# Xã Ross, Quận Edgar, Illinois
Xã Ross (tiếng Anh: Ross Township) là một xã thuộc quận Edgar, tiểu bang Illinois, Hoa Kỳ. Năm 2010, dân số của xã này là 1.594 người.